# Kálium-nátrium-tartarát
A kálium-nátrium-tartarát (E337, helytelenül nátrium-kálium-tartarát) kettős só, mely kálium, nátrium és borkősav reakciójából keletkezik. Először a Franciaországban található La Rochelleben munkálkodó patikus, Pierre Seignette állította elő 1675-ben. Ezért Seignette-sónak, vagy Rochelle-sónak is szokták nevezni. 
Általában fehér, kékes-fehér rombos kristályok formájában fordul elő. Képlete: KNaC4H4O6•4H2O. Vízben és alkoholban (kevésbé) oldható. Sós, és kissé a mentolra emlékeztető íze van.

## Felhasználása
Régebben piezoelektromos tulajdonsága miatt egyes szerkezetekben is alkalmazták (pl. fonográf), de manapság ezen felhasználási módja nem jelentős. Ipari keretek között tükrök fényvisszaverő bevonatának elkészítésénél, valamint élelmiszerekben emulgeálószerként, stabilizátorként és antioxidánsként alkalmazzák.
A bortermelés melléktermékeként nagy mennyiségben, a szőlő héjából állítják elő. Élelmiszerekben a hozzáadott nátrium-kálium-tartarátot E337 néven jelölik. Elsősorban hús- és tejtermékekben fordulhat elő. Napi maximum beviteli mennyisége 30 mg/testsúlykg. A szervezetben egyáltalán nem szívódik fel, a vizelettel távozik.
Komplexképző tulajdonságát kihasználva a Fehling-próbához - amely aldehidek és redukáló cukrok kimutatására szolgál - is használnak kálium-nátrium-tartarátot.